# Рязанов Давид Борисович
Давид Борисович Рязанов (при народженні — Давид-Сімха Зельман-Берович Гольдендах; 26 лютого [10 березня] 1870 року, Одеса — 21 січня 1938 року, Саратов, розстріляний) — діяч російського революційного (соціал-демократ) і профспілкового руху, історик, бібліограф, архівіст, марксознавець.
Засновник і перший керівник Інституту Маркса і Енгельса (ІМЕ), директором якого був більше десяти років (1921—1931).
Академік Академії наук СРСР (12.01.1929, виключений 03.03.1931, відновлений 22.03.1990).

## Життєпис
Давид Гондельдах народився в багатодітній єврейській родині. Батько — дрібний торговець Залман-Бер Аронович Гольдендах, мати — Ента (Ганна); у родині було 13 дітей, серед яких сестри Фаня (1882), Віра (1885), Софія, Любов, Тамара, Бейла-Сура (Берта), брат Олександр. Навчався в Одеській гімназії, з п'ятого класу якої в 1886 році був виключений «за нездатність» до грецької мови.
Брав участь у революційному русі з 17-ти років: у 1887 року примкнув до народників, вів активну роботу в робітничих гуртках Одеси, став одним з перших одеських марксистів.
У 1889 році, під час своєї першої поїздки до Парижу, відвідував лекції в Сорбонні і Колеж де Франс, працював у Національній бібліотеці, тоді ж познайомився з Георгієм Плехановим та Петром Лавровим.
Після повернення до Російської імперії був заарештований на кордоні та після попереднього 18-місячного ув'язнення без суду, адміністративним порядком, був засуджений до чотирирічного ув'язнення з примусовими роботами.
У 1887, 1891—1896, 1907 роках — у в'язницях Одеси, Петербурга та Москви, зокрема, 5 років провів у «Хрестах». У 1896—1899 рр. перебував на засланні в Кишиневі під гласним наглядом поліції; тут у 1899 році познайомився зі своєю дружиною Ганною Львівною Брановер (1878—1968). В січні 1900 року виїхав з дружиною за кордон.
У 1901 році брав участь у конференції в Женеві, а потім на частковому з'їзді в Цюріху.
Вже з осені 1901 року протидіяв Володимиру Леніну.
 Рязанов нічого не з'ясовує і дуже багато заплутує. Його критика безплідна, як незаймана, що присвятила себе Богу… Рязанов видає себе за ортодокса, але займається він просто-напросто буквоїдством, причому, як ми бачили, почасти дуже сильно віддаляється від ортодоксальної точки зору. Воно й зрозуміло: щоб стати «ортодоксом», однієї пам'яті на слова і вирази недостатньо: потрібна здатність до діалектичного мислення, якої у Рязанова немає зовсім. — Плеханов
З 1901 року очолював соціал-демократичну групу «Боротьба» (відкололося від «Ліги російських с.-д.», бо пропагувала ідею об'єднання всіх с.-д.), яку представляв на II з'їзді РСДРП. Як зазначає його біограф Яків Рокитянский, в 1903 році він брав активну участь у дискусії з програмного питання і різко критикувала Леніна за сектантство, нетерпимість до інакомислення, схильність до централізації партії, ігнорування досвіду західноєвропейської соціал-демократії. Після розколу партії займав позафракційну позицію.
В революційному 1905 році повернувся до України, спочатку працював у Одесі, потім, після «Маніфесту 17 жовтня», що дароував громадянам політичні свободи, став одним з організаторів перших профспілок у Петербурзі. Вів роботу в соціал-демократичної фракції 2-ї Державної думи.
Наприкінці 1907 року був висланий за кордон, працював в архівах німецької соціал-демократії, деякий час був вченим секретарем у Карла Каутського, опублікував ряд праць К. Маркса і Ф Енгельса, інші історичні документи. Займався дослідженнями з історії громадської думки і робітничого руху.
У 1909 році читав лекції в пропагандистській школі групи «Вперед» на Капрі, а в 1911 році — цикл лекцій про профспілковий рух у Росії і на Заході в школі Лонжюмо.
Брав участь у Циммервальдській конференції як представник ЦК партії.
Перед війною жив у Відні, співпрацював у «Правді» ЛеваТроцького, з якими з того часу був пов'язаний і особистою дружбою[уточнити].
З самого початку Першої світової війни зайняв інтернаціоналістську позицію; співпрацював у паризькій газеті Юлія Мартова і Лева Троцького «Наше слово».
У квітні 1917 року, після Лютневої революції, повернувся до Росію і вступив в організацію «міжрайонців», яка в серпні, на VI з'їзді РСДРП(б), об'єдналася з більшовиками. Приєднання Рязанова до більшовиків, як відзначає його біограф Рокитянський, ніяк не позначилося на його політичниї поглядах: він продовжував публічно виступати проти використання насильства в політичних цілях, проти придушення інакомислення, втручання партії в справи профспілок, вирішення адміністративних проблем, розпуску Установчих зборів, заборони опозиційних газет, репресій до політичних опонентів.
Був членом ВЦРПС; восени 1917 року був обраний депутатом Установчих зборів від Румунського фронту.
Був у числі тих, хто заперечував проти ленінського плану збройного повстання, а після приходу більшовиків до влади виступав за створення багатопартійного уряду, проти розпуску Установчих зборів, придушення незалежної преси. Незалежний у своїх судженнях, відстоював право на інакомислення всередині партії. У 1918 році вийшов з РСДРП(б) на знак протесту проти підписання Брестського мирного договору; в тому ж році був відновлений в РКП(б).
У 1918—1930 роках неодноразово виступав проти політичних переслідувань, вимагав скасування смертної кари, використовував свій вплив (він був членом ВЦВК і ЦВК СРСР) для допомоги репресованим, звільнення з в'язниць, концтаборів і заслань меншовиків, есерів, священнослужителів тощо.
З червня 1918 по грудень 1920 року очолював Головне управління архівною справою (Головархів) при Наркомосі і з 1918 по 1920 роки очолював Головне управління у справах науки, був членом колегії цього наркомату. Входив до складу Державного вченої ради і президії Соціалістичної академії, у створенні якої брав участь. У 1921 році розійшовся з більшістю ЦК з питання про роль партії у профспілковому русі, був відсторонений від роботи у ВЦРПС і з тих пір займався виключно науковою діяльністю.

### На чоліІнституту Маркса і Енгельса
У 1921 році заснував і очолив Інститут К. Маркса та Ф. Енгельса (також засновник ЦСПД), яким керував до середини лютого 1931 року. Уже в 1921 році Рязанов домовився про придбання двох найкращих приватних бібліотек з історії соціалізму («Якщо ми придбаємо ці бібліотеки, то ми будемо мати в Москві найкращу в світі бібліотеку із соціалізму», — писав він): бібліотеки віденських адвокатів Теодора Маутнера і його товариша Вільгельма Паппенгейма (понад 20 000 томів, збиралася ними в 1876—1914 рр. і представляла собою багатющу колекцію літератури із соціалізму та анархізму) і бібліотеки  Карла Грюнберга (збиралася ним у 1886—1918 роках і склала більше 10 000 томів з політичної історії, робітничому руху, політекономії) — ці колекції стали основним ядром книжкових зібрань Інституту.
 Ми ще не придбали жодної машини, а вже ряд найцінніших рукописів і рідкісних видань подорожували до нас на англійському міноносці. Чи точно існував цей міноносець, або це був лише героїчний образ, створений легендою, схожою на ту, яка оточувала перші плавання епохи великих відкриттів, я не знаю. Говорили про міноносці дуже наполегливо. —  Згадував академік  Михайло Покровський в 1930-му році про книжкові придбання Рязанова
«Вже в першій половині 20-х років після однієї з дискусій Рязанов простодушно сказав генсеку: „Облиш, Коба, не став себе в дурне становище. Всі чудово знають, що теорія не твоя сильна сторона“. Від цієї думки академік не відмовився і в 30-х роках, стверджуючи, що ставити Сталіна на одну дошку з Марксом або навіть з Леніним „просто смішно“» .У 1927 році висунув ідею побудувати в Москві планетарій. Був підтриманий президією Мосради, яка у тому ж році постановила створити в Москві науково-освітній заклад нового типу — «Планетарій». Для цього Рязанов виїхав до Німеччини та провів успішні переговори з відомою оптичною компанією
Carl Zeiss Jena про виготовлення обладнання для планетарію; в 1929 році Московський планетарій був відкритий.
Був у числі перших комуністів, висунутих у 1928 році кандидатами в дійсні члени Академії наук СРСР. Разом з Михайлом Покровським у березні 1928 року звернувся до керівництва ВКП(б) з проханням не включати його до списку претендентів, однак комісія Політбюро їх прохання відхилила. «Кандидатура т. Рязанова жодних заперечень з боку академіків не викликає, і її проведення забезпечено» — доповідала в Політбюро в жовтні 1928 року комісія зі спостереження за виборами до Академії наук. Отримував пропозицію Президії АН СРСР балотуватися на пост віце-президента, але відмовився.
У березні 1930 року було урочисто відзначено його шістдесятиріччя, до якого видали спеціальний збірник «На бойовому посту. Збірник до 60-річчя Д. Б. Рязанова», а сам він був нагороджений орденом Трудового Червоного Прапора.
Одна з комісій, які перевіряли роботу ІМЕЛ, у 1931 році відзначала, що «в кабінетах не велася дослідницька робота, „не кажучи вже про вивчення ленінізму“. В кабінетах не було жодної книжки Леніна. У кабінеті філософії „зібрані всі ідеалісти-мракобіси (Шопенгауер, Гуссерль, Шпет і т. д.), Леніна до числа сучасних філософів керівництво кабінетів не зарахувало“». (З іншого боку, незалежно від Інституту Маркса і Енгельса, з 1923 року існував Інститут Леніна.)
Допомагав жертвам політичних репресій. Не належачи до опозиції, Рязанов надавав матеріальну допомогу засланим опозиціонерам, у тому числі Троцькому, замовляючи, зокрема, переклади класиків європейської соціалістичної думки для свого інституту. «У зв'язку з тим, що Д. Б. Рязанов не брав участі в опозиції, архіви всіх великих діячів опозиції, крім архіву Л. Д. Троцького, були заховані в його інституті», — свідчив у своїх спогадах Ісай Львович Абрамович.
У 1931 році був звинувачений у зв'язках з меншовиками. Стаття із звинуваченнями Рязанова та інших видатних співробітників ІМЕ у меншовизьмі та недооцінку вкладу В. Леніна в розвиток марксизму з'явилася в «Правді» 15 січня 1931 року. Наприкінці січня 1931 року проти нього почав давати свідчення колишній співробітник ІМЕ Ісаак Рубін, який згодом розповів про це сестрі, яка описала у своїх спогадах досягнуту під тиском «угода» між Рубіним і слідчим: «Домовилися… що він зберігав у своєму робочому кабінеті в інституті (ІМЕ) документи меншовистського центру, причому, звільнившись з інституту, він у запечатаному конверті передав їх Рязанову як документи з історії соціал-демократичного руху».
В ніч з 15 на 16 лютого 1931 року Давид Рязанов був заарештований, виключений з партії, знятий з усіх посад, 3 березня постановою Загальних зборів членів Академії був виключений з Академії наук СРСР. 16 квітня 1931 року Особлива нарада за статтею 58-4 КК РРФСР ухвалив вислати його до Саратова. Працював на історичному факультеті Саратівського державного університету та консультантом бібліотеки університету.
23 липня 1937 року знову заарештований і 21 січня 1938 року Виїзною сесією Військової колегії Верховного Суду СРСР засуджений за статтею 58, параграфи 8, 11 КК РРФСР до розстрілу. В той же день розстріляний в Саратові. Ні в 1931 році, ні на попередньому слідстві, ні на суді 1938 року винним себе не визнав. Реабілітований 22 березня 1958 року Військовою Колегією Верховного Суду СРСР. У вересні 1989 року реабілітований по партійній лінії. Його дружина як член сім'ї зрадника Батьківщини перебувала в ув'язненні з 1938 по 1943 рік.

## Цитати
- «Наше ЦК абсолютно особлива установа. Кажуть, що англійський парламент все може; він не може тільки перетворити чоловіка на жінку. Наш ЦК куди сильніше: він вже не одного дуже революційного чоловіка перетворив на бабу, і число таких баб неймовірно розмножується»[10].

## Праці
Відома на даний момент бібліографія оригінальних робіт Д. Б. Рязанова налічує понад півтисячі публікацій і займає кілька друкованих аркушів, при цьому залишаються невиявленими багато його зарубіжних дореволюційних та післяреволюційних публікацій, також слід мати на увазі, що, крім журнальної публікації останніх листів Рязанова в середині 1990-х років, жодна з його робіт не видавалася і не перевидавалася в СРСР після 1930 року.
Рязанов особисто переклав, підготував до друку і вперше опублікував багато праць Маркса та Енгельса, приміром, першу главу «Німецької ідеології» Маркса і Енгельса, «Діалектику природи» Енгельса, «Конспект книги Бакуніна „Державність і анархія“» Маркса, десятки статей і листів Маркса і Енгельса.
Рязанов Д. Б. Англо-русские отношения в оценке К. Маркса (ист.-крит. этюд). — [Пг.]: Изд. Петрогр. Совета Рабочих и Красноарм. Депутатов, 1918. — 127 с.

## Відгуки
- Анатолій Луначарський називав його «ерудитом і, безперечно, найвченішою людиною нашої партії»[10].
- До революції 1917 року Рязанов, за визначенням Володимира Леніна, був нефракційним літератором, соціал-демократом, також, за свідченням Лева Троцького, Ленін високо цінував у Рязанова «його глибоку відданість марксистській доктрині, його виняткову ерудицію, його принципову чесність, непримиренність у справі захисту спадщини Маркса і Енгельса»[8].
- Про ставлення Леніна до Рязанова згадував В'ячеслав Молотов, Ленін, за його словами, називав Рязанова «Перекинута бібліотека»[20].